# مختبر لوس ألاموس الوطني
مختبر لوس ألاموس الوطني (بالإنجليزية: Los Alamos National Laboratory، واختصاراً: LANL) هو مختبر يتبع لوزارة الطاقة الأمريكية نُظم في بادئ الأمر إبان الحرب العالمية الثانية لإجراء أعمالٍ سريةٍ تتضمن تصميم الأسلحة النووية في إطار مشروع مانهاتن. وهو ومختبر لورانس ليفرمور الوطني أحد المختبرين الوحيدين المصرح لهم بذلك. مختبر لوس ألاموس الوطني هو قسم مختبري وطني للطاقة، ويقع المختبر على بعد مسافة قصيرة شمال غرب مدينة سانتا فيه بولاية نيو مكسيكو. وهو واحد من أكبر المؤسسات العلمية والتقنية في العالم. ويُجري بحوثًا متعددةً في تخصصات عديدة مثل الأمن القومي، واستكشاف الفضاء، والطاقة المتجددة، والطب، وتقنية الصغائر، والحواسيب الفائقة.

## تاريخ

### مشروع مانهاتن
أُنشئ المختبر خلال فترة الحرب العالمية الثانية بوصفه منشأة سرية مركزية لتنسيق البحث العلمي لمشروع مانهاتن، الذي كان مشروع الحلفاء لتطوير أول سلاح نووي. في سبتمبر عام 1942، أشارت الصعوبات التي صودفت أثناء إجراء دراسات أولية عن الأسلحة النووية ضمن الجامعات المنتشرة في جميع أنحاء البلاد إلى ضرورة وجود مختبر مخصص لهذا الغرض وحده.[بحاجة لمصدر]
أراد الجنرال ليزلي غروفز مختبرًا مركزيًا في مكان معزول من أجل السلامة، وإبعاد العلماء عن الحشود. وجب أن يبعد المختبر 200 ميل على الأقل عن الحدود الدولية وغرب المسيسيبي. اقترح الرائد جون دودلي كلًا من بلدتي أوك سيتي بولاية يوتا، وجيمز سبرينغز بولاية نيومكسيكو، ولكن رُفض كل منهما. لم تبعد جيمز سبرينغز سوى مسافة قصيرة عن الموقع الحالي. قضى مدير المشروع روبرت أوبنهايمر وقتًا طويلًا من شبابه في منطقة نيو مكسيكو، واقترح مدرسة لوس ألاموس على الهضبة هناك. رفض دودلي اقتراح المدرسة لأنها لا تستوفي معايير غروفز، ولكن بمجرد أن رآها غروفز في الواقع قال «هذا هو المكان». أصبح أوبنهايمر أول مدير للمختبر.
أثناء مشروع مانهاتن، استضافت لوس ألاموس آلاف الموظفين، بمن فيهم العديد من العلماء الحائزين على جائزة نوبل. كان الموقع سريًا بشكل كامل. وكان عنوانه الوحيد هو صندوق البريد رقم 1663، سانتا في بولاية نيو مكسيكو. في نهاية المطاف، استُخدم صندوقان بريديان آخران، برقمي 180 و1539، في سانتا في أيضًا. على الرغم من كون العقد مع جامعة كاليفورنيا مؤقتًا في البداية،[بحاجة لمصدر] إلا أن العلاقة استمرت بعد الحرب لفترة طويلة. حتى وقوع القنبلة النووية على هيروشيما وناغازاكي في اليابان، لم يكن رئيس جامعة كاليفورنيا روبرت سبرول يعرف الغرض من المختبر، واعتقد أنه يقوم بإنتاج «شعاع الموت». كان العضو الوحيد من جامعة كاليفورنيا الذي عرف الغرض الفعلي من المختبر، -فعليًا، الوحيد الذي عرف موقعه المادي- أمين الخزنة روبرت أندرهيل، الذي كان مسؤولا عن العقود والالتزامات في زمن الحرب.[بحاجة لمصدر]
توِّج عمل المختبر بعدة أسلحة ذرية، استُخدم أحدها في أول تجربة نووية بالقرب من ألاموغوردو، نيو مكسيكو، تحت اسم «ترينيتي»، في 16 يوليو عام 1945. كان السلاحان الآخران هما «الولد الصغير» و«الرجل البدين»، اللذان استُخدما في الهجمات على كل من هيروشيما وناغازاكي. حصل المختبر على جائزة الجيش والبحرية الأمريكية للتفوق في الإنتاج في 16 أكتوبر عام 1945.[بحاجة لمصدر]

### بعد الحرب
بعد الحرب، تقاعد أوبنهايمر من القيادة، واستلم المنصب من بعده نوريس برادبري، الذي كانت مهمته الأولية هي تصنيع القنابل الذرية التي كان يتم تجميعها يدويًا في السابق «توثيق إصدار حكومي» بحيث يمكن إنتاجها واستخدامها على نطاق واسع دون مساعدة باحثين مختصين. اختار عديدٌ من الباحثين البارزين الأصليين مغادرة المختبر، حتى أن بعضهم أصبح معارضًا صريحًا للاستمرار في تطوير الأسلحة النووية.[بحاجة لمصدر]
تغير الاسم رسميًا إلى مختبر لوس ألاموس العلمي في 1 يناير عام 1947. في ذلك الوقت، كان يعدّ أرغون المختبر الوطني الأول منذ العام السابق. لم يصبح لوس ألاموس مختبرًا وطنيًا حتى عام 1981.
في السنوات التي تلت أربعينيات القرن الماضي، كان مختبر لوس ألاموس مسؤولًا عن تطوير القنبلة الهيدروجينية، والعديد من أشكال الأسلحة النووية الأخرى. في عام 1952، أُنشئ مختبر لورانس ليفرمور الوطني ليلعب دور «المنافس» للوس ألاموس، على أمل أن يعمل المختبران لتصميم الأسلحة النووية على تحفيز الابتكار. عمل كلّ من لوس ألاموس وليفرمور بوصفهما مختبرين سريين في نظام المختبرات الوطني الأمريكي، مصممين كل الترسانة النووية للبلاد. شملت الأعمال الإضافية؛ البحث العلمي الأساسي، وتطوير مسرع الجسيمات، والفيزياء الصحية، وبحوث طاقة الاندماج النووي كجزء من مشروع شيروود. أجريت العديد من التجارب النووية في جزر مارشال واختبار موقع نيفادا. في أواخر الخمسينيات، غادر عدد من العلماء من بينهم الدكتور جون روبرت بيستر مختبر لوس ألاموس للعمل في شركة جنرال اتوميكس في سان دييغو.
وقعت ثلاثة حوادث رئيسية متعلقة بالطاقة النووية في مختبر لوس ألاموس الوطني. حصلت حوادث حرجة في كل من شهري أغسطس ومايو عام 1946، وحادث ثالت خلال جرد مادي سنوي في ديسمبر عام 1958.
أعلن عن كون عدة مبانٍ متعلقة بمشروع مانهاتن في لوس ألاموس معلمًا تاريخيًا وطنيًا عام 1965.

### بعد الحرب الباردة
في نهاية الحرب الباردة، مر كلا المختبرين بعملية تنويع علمي مكثف في برامجهما البحثية للتكيف مع الظروف السياسية المتغيرة التي لم تعد تحتاج الكثير من البحث نحو تطوير أسلحة نووية جديدة، وقاد المختبر إلى زيادة البحث في العلوم والتكنولوجيا «غير الحربية». يعتقد حاليًا أن العمل النووي الذي يقوم به مختبر لوس ألاموس يرتبط في المقام الأول بمحاكاة الحاسوب وإدارة المخزون (اختبار الأسلحة النووية دون تجربتها). سيسمح تطوير مرفق الاختبار الهيدروديناميكي الإشعاعي ثنائي المحور بإجراء محاكاة معقدة للتجارب النووية دون المرور بطاقة انفجارية كاملة.[بحاجة لمصدر]
ساهم المختبر في التطوير المبكر لتكنولوجيا قياس التدفق الخلوي. في الخمسينيات، طوّر الباحث ماك فولويلر تقنية لفرز كريات الدم الحمراء التي جمعت مبدأ كولتر لتقنيات عداد كولتر، والذي يقيس وجود الخلايا وحجمها، عبر تقنية نفث الحبر، والذي ينتج عنها تدفق انسيابي ينقسم إلى قطرات دقيقة منفصلة. في عام 1969، أورد مختبر لوس ألاموس عن وجود أول جهاز كشف فلوري، والذي قام بقياس عدد وحجم خلايا المبيض والدم بدقة.
حتى عام 2017، شملت الأبحاث الأخرى التي أُجريت في المختبر تطوير وقود حيوي أرخص وأنظف ويساهم في تعزيز الفهم العلمي حول الطاقة المتجددة.
يشكل كل من الأمن القومي غير النووي وتطوير الدفاع أولوية في المختبر. يشمل ذلك منع تفشي الأمراض الفتاكة عبر تحسين أدوات الكشف ومراقبة مدى فعالية البنية التحتية لتوزيع اللقاحات في الولايات المتحدة. شملت التطورات الأخرى طائرة أسبيكت التي يمكنها اكتشاف التهديدات البيولوجية من السماء.

#### العمل الطبي
في عام 2008، واصل لانجي هوانغ وكينيث هانسون ومعاونوهم في تطوير اختبار أكثر أمانًا وأريحية لسرطان الثدي. تستخدم التقنية الجديدة، المسماة بالتصوير المقطعي بالموجات فوق الصوتية، الموجات الصوتية للكشف الدقيق عن الأورام الصغيرة التي لا يستطيع تصوير الثدي الشعاعي التقليدي الكشف عنها.
بذل المختبر جهودًا مكثفة للقضايا الإنسانية عبر بحثه العلمي في الطب. في عام 2010، اختُبرت ثلاثة لقاحات لفيروس نقص المناعة البشرية بواسطة عالمة المختبر بيت كوربر وفريقها. يقول تشانغ-شونغ تونغ مدير مجموعة البيولوجيا النظرية والفيزياء الحيوية بالمختبر «يمكن أن توجه هذه اللقاحات ضربة قاضية لفيروس الإيدز».

#### السمعة السلبية
إجتذب المختبر دعاية سمعة بعد عدد من الأحداث. في عام 1999، أتهم العالم في لوس آلاموس ون هو لي بـ59 تهمة حول سوء التعامل مع معلومات سرية، عبر تحميله أسرارًا نووية -«شيفرات نووية» تستخدم في محاكاة تجارب الأسلحة النووية إلى جهاز لحفظ البيانات وإزالتها من المختبر. بعد عشرة أشهر من السجن، اعترف لي بذنبه في تهمة واحدة، وطُرحت ال58 المتبقية باعتذار من قاضي المقاطعة الأمريكي جيمس باركر لسجنه. اشتُبه بمشاركة لي أسرار نووية أمريكية مع الصين، لكن لم يتمكن المحققون من تحديد ما فعله لي مع البيانات التي نزّلها. في عام 2000، أُعلن عن فقدان محركي أقراص صلبة حاسوبين يحتويان على بيانات سرية من منطقة آمنة داخل المختبر، ولكن تم العثور عليهما لاحقًا خلف جهاز تصوير. جلب عام 2000 مصيبة أخرى للمختبر تمثلت بحريق سيرو غراندي، الذي تسبب في حريق شديد في الغابات دمر عدة مبانٍ (ومنازل للموظفين) وأجبر المختبر على الإغلاق لمدة أسبوعين. في عام 2003، استقال مدير المختبر (جون براون) ونائب المدير بعد فصلهما مبَلِّغين اثنين زعما وجود سرقة على نطاق واسع في المختبر.[بحاجة لمصدر]

## إحصائيات مؤسساتية
يعدّ مختبر لوس ألاموس الوطني من المؤسسات الكبيرة في منطقة شمال ولاية نيو مكسيكو والتي تستقطب للتوظيف فيها أعداد كبيرة من العاملين  حيث يوظف بصورة مباشرة نحو 9000 موظف ونحو 650 مقاول. كذلك يعمل في المختبر نحو 120 موظف فيدرالي من وزارة الطاقة حتى يتابعوا ويشرفوا على عمل وعمليات المختبر. يشكل الفيزيائيون نحو ثلث أعضاء الطاقم التقني للمختبر تقريباً، فيما يشكل المهندسون نسبة الربع، بينما يشكل كل من الكيميائيون وعلماء المواد نسبة السدس تقريباً. أمَّا النسبة الباقية من الطاقم التقني فتتوزع على المتخصصين في مجالات الرياضيات والحوسبة العلمية وعلم الأحياء وعلوم الأرض وغيرها. كما يزور العلماء والطلاب المتخصصين المختبر للمشاركة في المشاريع العلمية. ويقيم طاقم المختبر تعاونات مع العديد من الجامعات وشركات الصناعة المعنية في مجالي الأبحاث الأساسية والتطبيقية بهدف تطوير الموارد من أجل المستقبل. تبلغ الموازنة السنوية لمختبر لوس ألاموس نحو 2.2 مليار دولار.

## الجدل والانتقادات
في عام 2005، عقد الكونغرس في نيو مكسيكو جلسات استماع جديدة على القضايا الأمنية العالقة في مختبر لوس ألاموس الوطني بالنسبة للأسلحة. لكن تلك المشاكل الموثقة اُستُمرَّ في تجاهلها.
في عام 2009، فقد المختبر 69 حاسوبًا لا يحتوي على معلومات سرية. وشهد كذلك عام 2009 فقد 2,2 رطلًا من البلوتونيوم ما دفع وزارة الطاقة للتحقيق في المختبر. واكتشف التحقيق أن «البلوتونيوم المفقود» هو نتيجةً لسوء تقدير إحصائي المختبر ولم يكن موجودًا في الواقع. ولكن التحقيق أدَّى إلى انتقادات شديدة من المختبر وذلك بسبب ادِّعاء وزارة الطاقة وجود ثغرات أمنية ونقاط ضعف.

## وصلات خارجية
- الموقع الرسمي